# Otto Warmbier
Otto Frederick Warmbier, ameriški študent in turist * 12. december 1994, Cincinnati, Ohio, ZDA, † 19. junij 2017, Cincinnati, Ohio, ZDA.
Warmbier je bil ameriški študent, ki je bil leta 2016 zaprt v Severni Koreji zaradi obtožbe subverzije. Junija 2017 ga je Severna Koreja izpustila v vegetativnem stanju, kmalu zatem je umrl.
Warmbier je v Severno Korejo vstopil kot del vodene skupine turistov 29. decembra 2015. 2. januarja 2016 je bil med čakanjem na odhod iz države aretiran na mednarodnem letališču Pjongjang. Aretirali so ga zaradi poskusa kraje propagandnega plakata iz njegovega hotela, zaradi česar je bil obsojen na 15 let zapora s težkim delom.
Kmalu po obsodbi marca 2016 je Warmbier zaradi nepotrjenega vzroka utrpel hudo nevrološko poškodbo in padel v komo, ki je trajala več kot leto dni. Severnokorejske oblasti njegovega zdravstvenega stanja niso razkrile do junija 2017, ko so sporočile, da je zaradi botulizma in uspavalne tablete padel v komo. Kasneje tistega meseca je bil izpuščen, po 17 mesecih ujetništva pa je bil še vedno v komi. Vrnili so ga v ZDA in 13. junija 2017 je prispel v Cincinnati v Ohiu. Odpeljali so ga v Medicinski center Univerze v Cincinnatiju na takojšnjo zdravljenje.
Warmbier ni nikoli prišel k sebi in je umrl 19. junija 2017, šest dni po vrnitvi v ZDA, ko so starši zahtevali odstranitev njegovega hranilne cevi. Poročilo mrliškega oglednika je navajalo, da je umrl zaradi neznane poškodbe, ki je povzročila pomanjkanje kisika v možganih. Neinvazivni notranji pregledi niso našli znakov zlomov lobanje.
Leta 2018 je ameriško zvezno sodišče ugotovilo, da je severnokorejska vlada odgovorna za mučenje in smrt Warmbierja, in sicer v zamudni sodbi v korist Warmbierjevih staršev, potem ko Severna Koreja ni izpodbijala primera. Leta 2019 je ameriški predsednik Donald Trump sprožil polemike, potem ko je dejal, da verjame besedi severnokorejskega voditelja Kim Džong-una, da Kim ni odgovoren za Warmbierjevo smrt. Starši Warmbierja so v odgovor na to kritizirali Trumpa, ker je zagovarjal Kima in »njegov hudobni režim«.

## Zgodnje življenje
Otto Warmbier, najstarejši in prvi od treh otrock Freda Warmbierja, se je rodil 12. decembra 1994 v Ohiu. Bil je vzgojen v Cincinnatiju v Ohiu. Obiskoval je srednjo šolo v Wyomingu, kjer je veljal za priljubljenega študenta, leta 2013 pa je opravil diplomo. Po opravljeni srednji šoli se je vpisal na Univerzo v Virginiji, kjer je opravil dvojno diplomo iz trgovine in ekonomije, ter opravil učne tečaje na London School of Economics. Njegova mladoletnica je bila v globalni trajnosti. Warmbier, čigar mati je Judinja, je bila članica bratovščine Theta Chi in dejavna tudi v Hillelu v svojem univerzitetnem kampusu. Ker so ga zanimale druge kulture, je obiskal Izrael (na rojstnodnevnem potovanju), Evropo, Kubo in Ekvador.

## Severna Koreja
Warmbier naj bi v Hongkongu v začetku leta 2016 opravil študijski program v tujini in se odločil, da bo med novoletnim obdobjem obiskal Severno Korejo. Na turnejo po Severni Koreji se je prijavil v agencijo Young Pioneer Tours, kitajski proračunski organizator potovanj, katerega slogan je »cilji, po katerih bi bila mati raje, da se ne bi držala stran.«  Warmbierjev oče Fred je dejal, da je Young Pioneer potovanje oglaševal kot varno za državljane ZDA in da je bil Otto »radoveden glede njihove kulture in da je želel spoznati prebivalce Severne Koreje.« 
29. decembra 2015 je Warmbier z letalom preko Pekinga odletel v Severno Korejo s svojo turnejo, v kateri je bilo še deset ameriških državljanov, na petdnevno novoletno turnejo. Turistična skupina je silvestrovala na praznovanju z gostovanjem na trgu Kima Il-sunga v Pjongjangu, preden se je vrnila v mednarodni hotel Yanggakdo, kjer so nekateri še naprej pili alkohol. Po podatkih, pridobljenih iz njegovega sojenja, je Warmbier okrog 2. ure zjutraj na novoletni dan poskusil vzeti propagandni plakat s hodnika hotelskega prostora samo za osebje. 

### Aretacija
2. januarja 2016 popoldne je bil Warmbier aretiran na mednarodnem letališču Pjongjang, medtem ko je čakal na odhod iz Severne Koreje. Danny Gratton, britanski član Warmbierjeve skupine je bil priča aretaciji. Rekel je:
Besede niso bile izgovorjene. Dva stražarja sta samo prišla in Otta preprosto potrpljala po rami in ga odpeljala. Precej živčno sem si rekel: »No, to je zadnjič, ko vas bomo videli.« V teh besedah je velika ironija. To je bilo to. Takrat sem zadnjič fizično videl Otta. Otto se ni upiral. Ni bil videti prestrašen. Nekako se je napol nasmehnil. 
Ko je letalo skupine želelo zapustiti terminal, je na krov prišel uradnik in sporočil: »Otto je zelo bolan in je bil odpeljan v bolnišnico.« Nekateri mediji poročajo, da je Warmbier po telefonu govoril z vodnikom Young Pioneer po aretaciji, vendar je to zanikal tiskovni predstavnik Young Pioneerja, ki je za BBC News povedal, da »noben njegov uslužbenec ni imel neposrednega stika z Ottom, potem ko je bil odpeljan.« Ostali v njegovi skupini so zapustili državo brez incidentov. 
Severnokorejska državna korejska centralna tiskovna agencija (KCNA) je sprva sporočila, da je bil Warmbier pridržan zaradi »sovražnega dejanja proti državi«, ne da bi podrobneje opredeljeval. Severna Koreja šest tednov ni želela natančno razložiti narave svojih kršitev, čeprav je tiskovna predstavnica Young Pioneerja Reutersu svetovala, da je prišlo do »incidenta« v hotelu Yanggakdo. Na tiskovni konferenci 29. februarja 2016 je Warmbier, ki je bral iz pripravljene izjave, priznal, da je poskušal vzeti propagandni plakat z območja z omejenim osebjem v drugem nadstropju hotela Yanggakdo, da bi ga odnesel domov za spomin. Na plakatu je pisalo (v korejščini): »Oborožimo se z domoljubjem Kim Džong-ila!« Poškodovanje ali kraja takšnih predmetov z imenom ali podobo severnokorejskega voditelja vlada Severne Koreje šteje za hudo kaznivo dejanje. 
Ni znano, ali je bilo priznanje izsiljeno, saj se Warmbier po vrnitvi v ZDA ni več vrnil k zavesti, vendar so različni opazovalci trdili, da je očitno priznal pod prisilo. Nekdanji zaporniki Severne Koreje so se po izpustitvi pozneje odrekli priznanju in izjavili, da so bili uvedeni pod prisilo. 
Warmbierjeva izpoved je tudi navedla, da je načrtoval krajo plakata po ukazu metodistične cerkve v njegovem domačem kraju in Z Society, tajnega društva na Univerzi v Virginiji, ki se mu je želel pridružiti, ki sta bila po njegovem mnenju povezana z Centralno obveščevalno službo. Tem trditvam, ki jih je revija Time označila za »domišljijske« in »neupravičene«, sta oporekali tako cerkev kot Z družba. New York Times je pripomnil, da »je malo verjetno, da so podrobnosti predlagale, da so scenarij napisali severnokorejski zasliševalci.« Ameriški pogajalec Mickey Bergman je kasneje izjavil, da je Warmbierjevi družini svetoval, naj molči o svoji judovski dediščini, medtem ko je bil aretiran, saj so pogajalci verjeli, da bi javno zanikanje domnevne pripadnosti Warmbierja metodistični cerkvi povzročilo izziv severnokorejskemu režimu.  

### Sojenje in zapor
16. marca 2016, nekaj ur po tem, ko se je ameriški odposlanec Bill Richardson v New Yorku sestal z dvema severnokorejskima diplomatoma iz urada Združenih narodov, da bi zahteval izpustitev Warmbierja, so Warmbierju sodili na vrhovnem sodišču Severne Koreje. Obtožen je bil subverzije po 60. členu severnokorejskega kazenskega zakonika. Sodišče je presodilo, da je storil kaznivo dejanje »v skladu s sovražno politiko vlade ZDA do Severne Koreje, da bi oslabil enotnost njenega prebivalstva, potem ko je vanj vstopil kot turist.« Sojenje, ki je trajalo eno uro, je vključevalo njegovo priznanje, posnetke CCTV, dokaze o prstnih odtisih in pričevanje prič. Posnetki CCTV so pokazali, da je moški, ki ga je njegov severnokorejski tožilec označil za Warmbierja, vstopil v območje samo za osebja. 18. marca je KCNA objavila kratek videoposnetek z nizko ločljivostjo, označen s časom 1:57 zjutraj, na katerem je prikazan lik moškega, ki plakat odstranjuje s stene in ga zlaga ter ga nato odloži na tla k steni. 
Warmbier je v svojem priznanju navedel, da je plakat pustil ob steni, potem ko je ugotovil, da je prevelik, da bi ga lahko odnesel. Uslužbenec hotela je na sodišču dejal: »Ko sem zapustil službo, ni bilo nič narobe. Ko pa sem se vrnil, sem mislil, da je nekdo namerno odstranil plakat, zato sem obvestil varnostnike, da na njem preprečim škodo, in to prijavil oblastem.« 
Warmbier je bil obsojen na 15 let zapora s težkim delom. Human Rights Watch je obravnavo imenoval za kengurujsko sodišče in obsodbo označil za »nezaslišano in šokantno.« Tiskovni predstavnik ameriškega zunanjega ministrstva Mark Toner je izjavil, da je jasno, da je Severna Koreja ameriške državljane aretirala v politične namene, kljub svojim nasprotnim trditvam. 

## Izpustitev
Fred in Cindy Warmbier sta se srečala s številnimi uradniki Baracka Obame, vključno s takratnim državnim sekretarjem Johnom Kerryjem, in s švedskim veleposlanikom, ki je bil sogovornik med ZDA in Severno Korejo. Maja 2017 je Fred Warmbier dejal, da jih je Obamova administracija spodbujala, naj ne upoštevajo položaja svojega sina, vendar sta si z ženo želela, da je njihov sin del vseh pogajanj med ZDA in Severno Korejo.  
13. junija 2017 je državni sekretar Rex Tillerson sporočil, da je Severna Koreja izpustila Warmbierja. Tillerson je tudi sporočil, da je State Department zagotovil Warmbierjevo izpustitev po navodilih predsednika Donalda Trumpa in da bo State Department še naprej razpravljal o še treh pridržanih Američanih v Severni Koreji. 
Kasnejša poročila v medijih so razkrila, da so severnokorejski uradniki na sestanku v New Yorku 6. junija posebnemu predstavniku ameriškega zunanjega ministrstva Josephu Yunu sporočili, da je Warmbier kmalu po izreku obsodbe zbolel za botulizmom in je padel v komo, ko mu je bilo dano zavžiti tablete. Delegacija, ki jo je vodil Yun, je odletela v Pjongjang, da bi nadzirala Warmbierjevo repatriacijo.  
Po 17 mesecih zapora je bil Warmbier v komi medicinsko odpeljan v Cincinnati, kamor je prispel zvečer 13. junija. Odpeljali so ga v Medicinski center Univerze v Cincinnatiju, kjer so zdravniki poskušali ugotoviti, kaj je povzročilo njegovo komo in če je prišlo do tega, da so bili vidni znaki okrevanja. 

### Zdravstevno stanje
Warmbierjevi zdravniki iz Medicinskega centra Univerze v Cincinnatiju so izjavili, da je bil v »stanju neodzivne budnosti«, splošno znanem kot trajno vegetativno stanje. Bil je sposoben sam dihati in migati z očmi, sicer pa ni kazal nobenih znakov zavedanja svojega okolja, kot je razumevanje jezika, niti ni sprožil nobenih namenskih gibov. 
Medicinska dokumentacija iz Severne Koreje je pokazala, da je bil Warmbier v tem stanju od aprila 2016, en mesec po izreku obsodbe. Med izpuščanjem so Severnokorejci priskrbeli paket z dvema slikama možganov z magnetno resonanco, ki sta bila datirana aprila in julija 2016 ter prikazujeta poškodbe možganov.  
Po mnenju njegove medicinske ekipe so pregledi možganov razkrili, da je Warmbier v možganih utrpel obsežno izgubo možganskega tkiva, kar je v skladu s kardiopulmonalnim dogodkom, zaradi katerega so bili možgani prikrajšani za kisik. Zdravniki so povedali, da ne vedo, kaj je povzročilo zastoj srca in da bi ga lahko sprožil zastoj dihanja, medtem ko je specialist za nevrointenzivno oskrbo v bolnišnici izjavil, da ni dokazov, ki bi kazali na botulizem. Njegovi zdravniki niso našli dokazov o fizični zlorabi ali mučenju; pregledi vratu in glave Warmbierja so bili normalni zunaj možganske poškodbe. Dodali so: »Nismo videli nobenih dokazov o celjenju zlomov ali zaceljenih zlomih, ki bi bili v tem časovnem okviru« in da »verjamemo, da je bilo za nekoga, ki je bil več kot leto dni v postelji, njegovo telo v odličnem stanju, da je bila njegova koža v odličnem stanju«.        
Warmbierjev oče je imel 15. junija tiskovno konferenco, vendar ni želel odgovoriti na novinarsko vprašanje, ali je nevrološko poškodbo povzročil napad, češ da bo zdravnikom dovolil, da tako odločijo. Izjavil je, da njegova družina ne verjame ničesar, kar so jim povedali Severnokorejci. Izrazil je jezo Severnih Korejcev zaradi sinovega stanja, rekoč: »Noben izgovor civiliziranega naroda ni izgovor, da so njegovo stanje prikrivali, in mu tako dolgo odrekli učinkovito zdravstveno oskrbo.«  

## Smrt
Potem, ko so njegovi starši zahtevali odstranitev hranilne cevi, je Otto Warmbier umrl 19. junija 2017 ob 14:20, v starosti komaj 22 let. Njegova družina je v izjavi izrazila svojo žalost in se zahvalila bolniškemu osebju za njihova dejanja pri oskrbi in reševanju Warmbierjs. Predsednik Donald Trump je izdal izjavo v zvezi s Warmbierjevo smrtjo: »Za starša ni nič bolj tragičnego, kot da izgubi otroka v najboljših letih. Naše misli in molitve so z Ottovo družino in prijatelji ter vsemi, ki so ga imeli radi.« Dodal je tudi: »ZDA še enkrat obsojajo surovost severnokorejskega režima, ko obžalujemo njegovo zadnjo žrtev.«

Severnokorejski uradniki so dejali, da je bila njihova država »največja žrtev« Warmbierjeve smrti zaradi »blatilne kampanje«, pri čemer so izjavili, da je bilo njihovo ravnanje z njim »humano«. Tiskovni predstavnik je dodal:
Čeprav sploh nismo imeli razloga za usmiljenje takega zločinca sovražne države, smo ga iskreno in humano oskrbovali do vrnitve v ZDA, saj se je njegovo zdravstveno stanje poslabšalo.
Na zahtevo družine Warmbier ni bila izvedena obdukcija, češ da je že dovolj trpel, opravljen pa je bil le postmortalni zunanji pregled. Zdravniki so domnevali, da bi lahko bil vzrok smrti krvni strdek, pljučnica, sepsa ali odpoved ledvic. Uspavalne tablete bi lahko povzročile, da je Warmbier prenehal dihati, če je imel botulizem in je bil zaradi tega paraliziran. Zdravniki univerze v Cincinnatiju niso našli dokazov o botulizmu, vendar je več nevrologov reklo, da botulizma ni mogoče izključiti, glede na čas pred vrnitvijo Warmbierja v ZDA. Novinar GQ Doug Bock Clark je predlagal, da je Warmbier morda poskusil storiti samomor nekaj časa po izreku obsodbe. Kim Dong-chul, korejsko-ameriški poslovnež, pridržan v Severni Koreji hkrati z Warmbierjem, trdi, da je videl mladega Američana, domnevno Warmbierja, »ki je skoraj omedlel, ko so ga preiskovalci vlekli po hodniku z glavo in obrazom, prepojenim z  vodo.« Kim je predlagal, da je bil Warmbier med zaslišanjem morda žrtev vodnega mučenja, saj je bil tudi sam podvržen podobnemu ravnanju med ujetništvom. 
Pogreb Warmbierja je bil 22. junija 2017 v srednji šoli Wyoming; udeležilo se ga je več kot 2500 žalujočih. Pokopan je bil na pokopališču Oak Hill v mestu Glendale v zvezni državi Ohio, študentje pa so na vsako drevo in palico na traku 3 km, ki ga je pogrebna povorka vodila od srednje šole do pokopališča, zavezali trakove.              

## Odzivi javnosti
Javni odzivi na Warmbierjevo smrt so bili močni. Ameriška senatorja John McCain in Marco Rubio sta to označila za «umor«. Nikki Haley, ameriška veleposlanica pri Združenih narodih, je dejala: »Nešteto nedolžnih moških in žensk je umrlo zaradi severnokorejskih zločincev, toda poseben primer Otta Warmbierja se dotakne ameriškega srca kot noben drug.« Južnokorejski predsednik Mun Dže In je izrazil sožalje družini Warmbier in dejal: »Ne moremo zagotovo vedeti, da je Severna Koreja ubila gospoda Warmbierja. Verjamem pa, da je povsem jasno, da imajo v procesu, ki je privedel do smrti gospoda Warmbierja, veliko odgovornost.«
Javni odzivi na Warmbierjevo smrt so bili močni. Ameriška senatorja John McCain in Marco Rubio sta to označila za «umor«. Nikki Haley, ameriška veleposlanica pri Združenih narodih, je dejala: »Nešteto nedolžnih moških in žensk je umrlo zaradi severnokorejskih zločincev, toda poseben primer Otta Warmbierja se dotakne ameriškega srca kot noben drug.«☃☃Južnokorejski predsednik Mun Dže In je izrazil sožalje družini Warmbier in dejal: »Ne moremo zagotovo vedeti, da je Severna Koreja ubila gospoda Warmbierja. Verjamem pa, da je povsem jasno, da imajo v procesu, ki je privedel do smrti gospoda Warmbierja, veliko odgovornost.«
Michael Kirby, predsednik preiskovalne komisije Združenih narodov za človekove pravice v Severni Koreji, je zapisal: «Usoda mladega Američana postane prispodoba, nekakšen simbol velike zgodbe o tisočih brezimnih statističnih podatkih, zaprtih in zatiranih v Severni Koreji so brez glasu. Toda Otto Warmbier govori o svojem trpljenju iz svojega groba. Svet opozarja na kršitve človekovih pravic v Severni Koreji. Pridruži se glasom številnih prič, ki so pričale komisiji OZN.»  
Mediji so poročali o številnih drugih reakcijah. Nekateri so Obamini administraciji očitali domnevno neukrepanje v primeru Warmbierja, trditev, ki jo je izpodbijal Obamin tiskovni predstavnik Ned Price. Nekateri so ugotovili na napako organizacije Young Pioneer Tours (potovalne agencije, ki je organizirala Warmbierjevo potovanje v Severno Korejo) zaradi domnevne kulture pitja in podcenjevanja tveganj potovanja v Severno Korejo. Po Warmbierjevi smrti je Young Pioneer objavil, da ne bo več sprejemal ameriških državljanov na svoje turneje. Prav tako je spremenil svojo spletno stran, da bi poudaril, da ima Severna Koreja «to, kar pomeni izjemno stroge zakone.« 
Nekateri so dvomili o modrosti odločitve Warmbierja, da je najprej obiskal Severno Korejo. Robert R. King, nekdanji ameriški odposlanec za vprašanja človekovih pravic v Severni Koreji, je pripomnil, da je Warmbier zanemaril svetovanje ameriškega ministrstva za potovanja, ki »močno opozarja« ameriške državljane, naj ne potujejo v Severno Korejo. Nekateri komentatorji so trdili, da je Warmbierja severnokorejski režim zasovražil zaradi odstranitve propagandnega plakata, drugi pa so ugotovili, da je bil za to kriv sam, v nekaterih primerih pa Warmbierju očital, da je kršil zakon, ker je bil Američan na obisku v sovražni državi. 

## Posledice
Julija 2017 je ameriška vlada napovedala, da bo ameriškim turistom s 1. septembrom 2017 prepovedala obisk Severne Koreje, pri čemer je bil eden od razlogov pridržanje Warmbierja. 
V svojem govoru Generalni skupščini Združenih narodov 19. septembra 2017 je predsednik Donald Trump omenil Warmbierja, medtem ko je Severno Korejo označil za lopovsko državo. Teden dni kasneje je Trump na Twitterju objavil, da je Warmbierja Severna Koreja »mučila neverjetno«. Njegova objava je sledila televizijskemu intervjuju staršev Warmbierja, v katerem so govorili o smrti svojega sina in izrazili željo, da bi bila Severna Koreja uvrščena med državne sponzorje terorizma. 
Naslednji dan je v intervjuju s starši mrholednik iz Ohaja, ki je pregledal Warmbierja, zanikal znake mučenja in rekel: »Žalostijo me starši. Ne morem komentirati njihovega dojemanja.« Obzornik je dejal, da je Warmbier umrl zaradi poškodbe možganov zaradi prekinitve pretoka krvi. Tudi mrliški oglednik je dejal, da je bilo njegovo stanje kože odlično in da je bil obseg mišic glede na okoliščine razmeroma dober.  
20. novembra 2017 je ameriško zunanje ministrstvo Severno Korejo uvrstilo na seznam državnega sponzorja terorizma. Predsednik Trump je pri tej objavi omenil primer Warmbierja.
Junija 2018 so Warmbierjevi starši pohvalili predsednika Trumpa za njegove komentarje o družini in izjavili, da upajo, da bo nekaj pozitivnega prišlo s prvega vrha Severna Koreja – ZDA, ki je bil izveden ta mesec.  
Februarja 2019 je Trump ob zaključku drugega vrha Severna Koreja – ZDA napovedal, da se je z Warmbierjevim ravnanjem pogovarjal s severnokorejskim voditeljem Kim Džong-unom in dejal: »On [Kim] mi pravi, da ni vedel in verjel mu bom na besedo.« Predsednik Trump je tudi trdil, da Kimu ne bi bilo v prid, če bi dovolil, da se z Warmbierjem ravna slabo. Po komentarjih predsednika Trumpa so starši Warmbierja objavili izjavo: »Med tem vrhom smo bili spoštljivi. Zdaj moramo spregovoriti. Kim in njegov hudobni režim sta odgovorna za smrt našega sina Otta. Kim in njegov zločinski režim sta odgovorna za nepredstavljivo okrutnost in nečloveškost. Noben izgovor ali razkošna pohvala tega ne more spremeniti. »Trump je kasneje dejal, da so bile njegove pripombe »napačno interpretirane« in dodal: »Seveda imam Severno Korejo odgovorno za Otovo zlorabo in smrt,« Kima posebej. 
Aprila 2019 je The Washington Post poročal o nerazkritih novicah, da so severnokorejski uradniki v času Warmbierjeve medicinske evakuacije ameriški delegaciji, ki mu je vrnila domov, predložili račun za 2 milijona ameriških dolarjev za zdravljenje v Pjongčangu. Predsednik Trump je zanikal, da je ameriška vlada plačala račun.

### Tožba in odškodnina
Aprila 2018 so Warmbierjevi starši tožili severnokorejsko vlado na zveznem okrožnem sodišču Združenih držav v Washingtonu, kjer so obtoževali Severno Korejo mučenja in umora. Čeprav zasebniki običajno ne morejo tožiti tujih držav in njihovih vlad, se lahko žrtvam držav, imenovanih za državne sponzorje terorizma, kot je Severna Koreja, izplača odškodnina iz posebnega sklada, ki ga ustanovi kongres Združenih držav. 
Severna Koreja primera ni izpodbijala na sodišču, čeprav je direktor bolnišnice v Pjongjangu, v kateri je bil Warmbier, izdal sporočilo za javnost, v katerem je potrdil zanikanje Severne Koreje, da je režim mučil Warmbierja.  
Čeprav je mrliški pregled po zakonu ugotovil, da so bili Warmbierjevi zobje »naravni in v dobrem stanju«, sta dva zasebna zobozdravnika Warmbierja pričala, da so njegovi posmrtni zobni posnetki pokazali, da so bili nekateri spodnji zobje upognjeni nazaj v primerjavi s prejšnje zobozdravstvene evidence, skladne z »nekakšnim udarcem«. Nekateri izvedenci so kot dokaz, da je bil Warmbier podvržen brazgotini na njegovi nogi, ki jo je posmrtni oglednik prej opisal kot »nerazložljivo«, mučenje (na primer električni udar) s strani njegovih severnokorejskih zapornikov. 
24. decembra 2018 je glavna sodnica Beryl A. Howell izdala zamudno sodbo, ki je Severni Koreji naložila plačilo odškodnine v višini 501 milijonov dolarjev. Kopijo sodbe je sodišče posredovalo severnokorejskemu zunanjemu ministrstvu v Pjongjangu, vendar jo je vrnilo ameriškemu sodišču, ki jo je poslalo. VOA News je pripomnil, da je »malo verjetno, da bo Severna Koreja plačala odškodnino, ker ni mehanizma, ki bi jo prisilil k temu«, vendar bo Warmbierjeva družina »kljub temu lahko povrnila škodo prek sklada, ki ga vodi ministrstvo za pravosodje za žrtve terorističnih dejanj, ki jih sponzorira država, in lahko zasežejo druga sredstva, ki jih ima država zunaj Severne Koreje.« 
Warmbierjeva družina je julija 2019 vložila tožbo na severnokorejski tovorni ladji Wise Honest, ki jo je ameriška vlada maja 2019 v Indoneziji sodno zasegla zaradi domnevnega prevoza in prodaje severnokorejskega premoga v nasprotju z mednarodnimi sankcijami. Ameriški zvezni sodniki so odredili prodajo plovila za odškodnino družini Warmbier in tudi družini Kim Dong-shika, korejsko-ameriškega milijonarja, ki naj bi umrl v Severni Koreji po vrnitvi s Kitajske januarja 2000.  